# جسم كهفي للقضيب
الجسم الكهفي للقضيب هو واحد من زوج من أجسام إسفنجية الشكل توجد في القضيب، والتي تمتلئ بكميات كبيرة من الدم خلال عملية الانتصاب.

## التشريح
يشكل الجسمان الكهفيان مع الجسم الاسفنجي (الذي يمر به قناة مجرى البول في اسفل القضيب) ثلاثة انسجة قابلة للتمدد بطول القضيب، تمتلئ جميعها بالدم أثناء الانتصاب.
يمتد الجسمان الكهفيان من عظم العانة وحتى رأس القضيب حيث يتحدان سويا.

## الوظيفة
خلال الإثارة الجنسية، افراز أكسيد النيتريك يسبق ارتخاء العضلات في الجسمين الكهفيين والجسم الاسفنجي، وبالتالي يندفع الدم في النسيج الاسفنجي للقضيب.
يدخل كمية قليلة من الدم للجسم الاسفنجي في حين يندفع 90% من الدم إلى الجسمين الكهفيين محدثا الانتصاب وزيادة طول وقطر القضيب.
يمكن للدم ان يغادر القضيب من خلال شبكة من الأوردة تقع في نسيج ضام كثيف يحيط بالجسمين الكهفيين، ولكن تمددهما خلال الانتصاب يضغط على هذا النسيج الضام ويمنع الدم من المغادرة، ولذلك يصبح القضيب صلبا.